# Sept merveilles d'Ukraine
 (décembre 2012).
Si vous disposez d'ouvrages ou d'articles de référence ou si vous connaissez des sites web de qualité traitant du thème abordé ici, merci de compléter l'article en donnant les références utiles à sa vérifiabilité et en les liant à la section « Notes et références ».

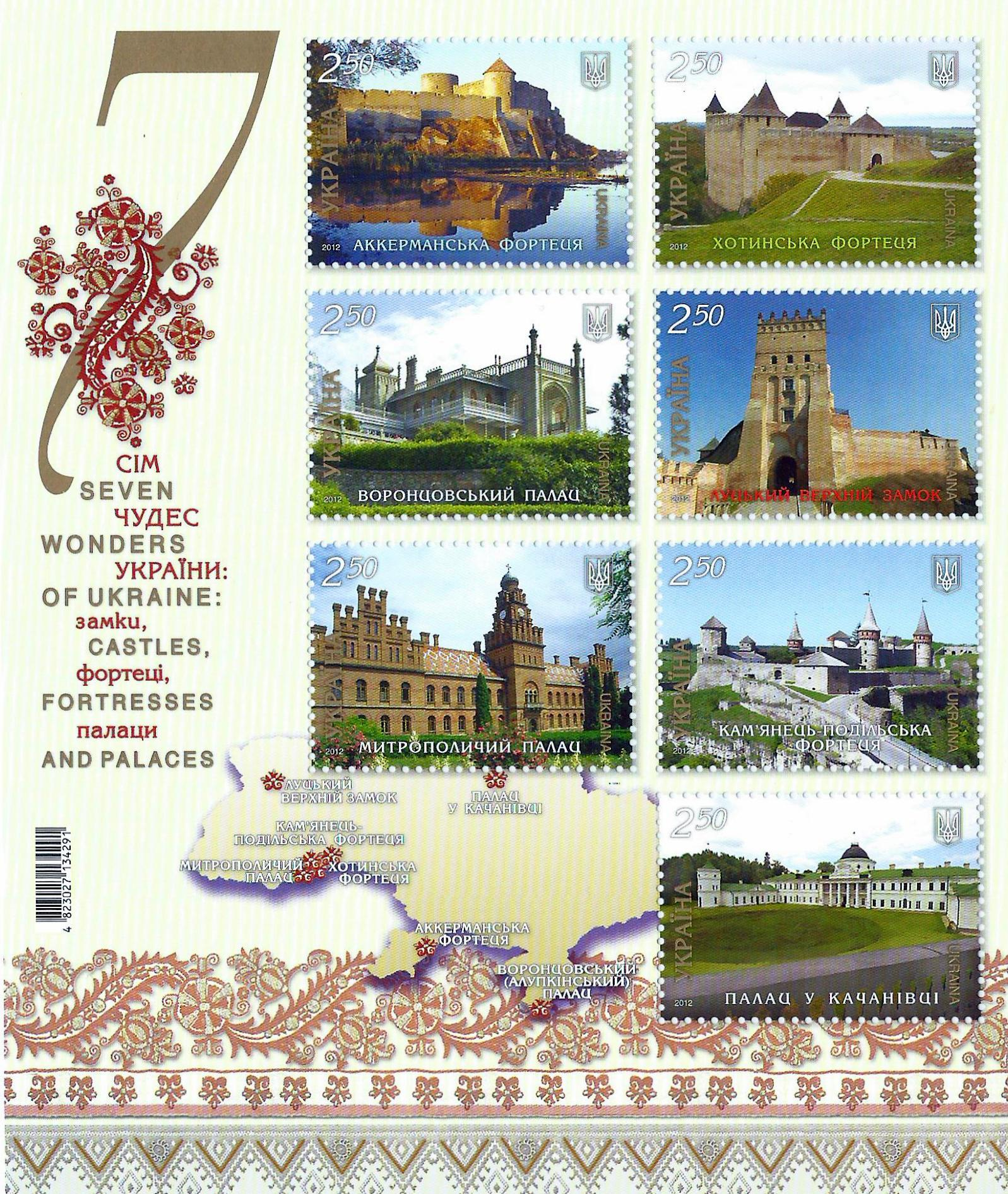
Série de timbres ukrainiens (2012) représentant les « Sept merveilles d'Ukraine » : Akkerman, Khotin, Palais Vorontsov en Crimée, château de Loutsk, palais épiscopal de Tchernivtsi, forteresse de Kamianets-Podilsky et palais de Katchanivka.

Les Sept merveilles d'Ukraine (en ukrainien : Сім чудес України) sont sept monuments historiques ukrainiens qui ont été choisis lors d'un concours organisé en Ukraine en juillet 2007. Le vote était divisé en deux parties  : une partie réservée aux experts et une autre pour les internautes. Les autorités locales et provinciales (oblast) ont présenté une liste de 1 000 monuments candidats. Un conseil de 100 experts a choisi une liste finale de 21 candidats. Le vote a été ouvert le 7 juillet 2007. Environ 77 000 internautes ont voté. Le vote a été clos le 21 août 2007. Les résultats ont été officiellement annoncés le jour même.

## Liste des sept merveilles
Ont été sélectionnés :

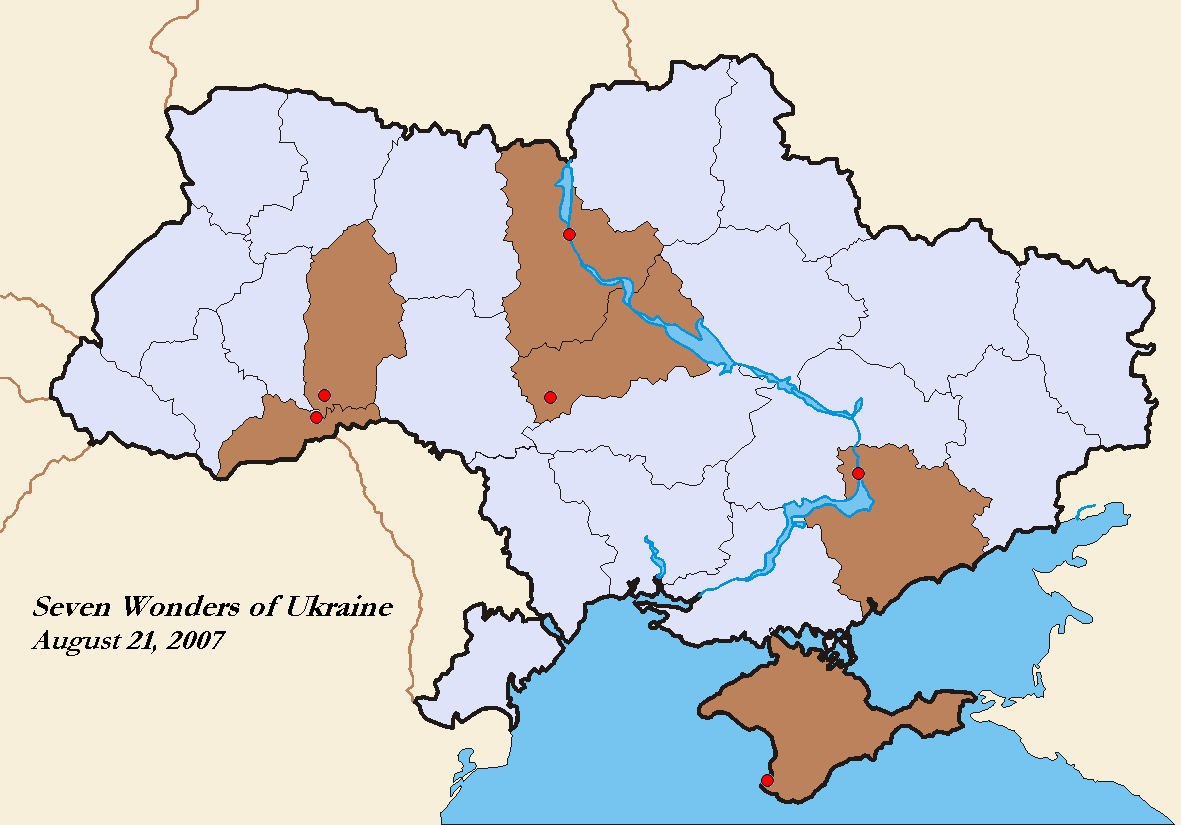
Localisation des Sept merveilles d'Ukraine.

- Le parc Sofiyivsky à Ouman, dans l’oblast de Tcherkassy (jardin botanique créé en 1796 pour Stanislas Potocki) ;
- La laure des Grottes de Kiev (monastère fondé en 1051 par saint Antoine l’Athonite et saint Théodose de Kiev) ;
- La forteresse de Kamianets à Kamianets-Podilskyï, dans l’Oblast de Khmelnytskyï (remparts construits en 1550 pour Koriatovich, de la maison de Ghédimin) ;
- Khortytsia, à Zaporijjia (lieu stratégique pour les Cosaques) ;
- Les ruines de Chersonèse, sur le territoire de Sébastopol en Crimée (fondée par les colons d’Héraclée du Pont au VIe siècle av. J.-C.) ;
- La cathédrale Sainte-Sophie de Kiev (des XIe, XVIIe et XVIIIe siècles) ;
- La forteresse de Khotyn dans l’oblast de Tchernivtsi.

Trois monuments ont reçu une mention spéciale : 
- le palais de Livadia ;
- le château d'Ostroh ;
- le musée Pysanka à Kolomya.

## Illustrations

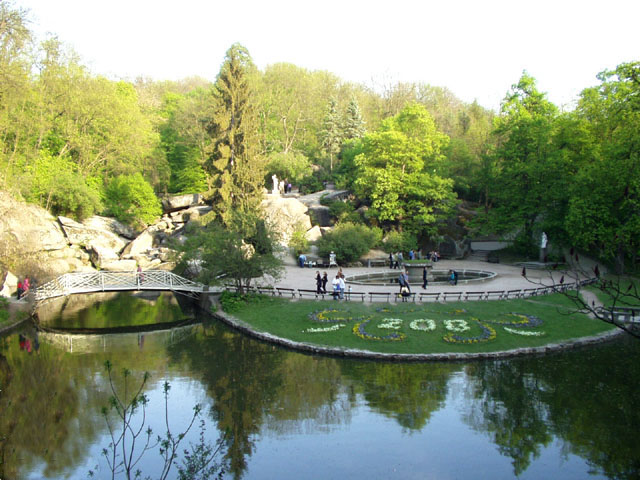
Le parc Sofiyivsky à Ouman
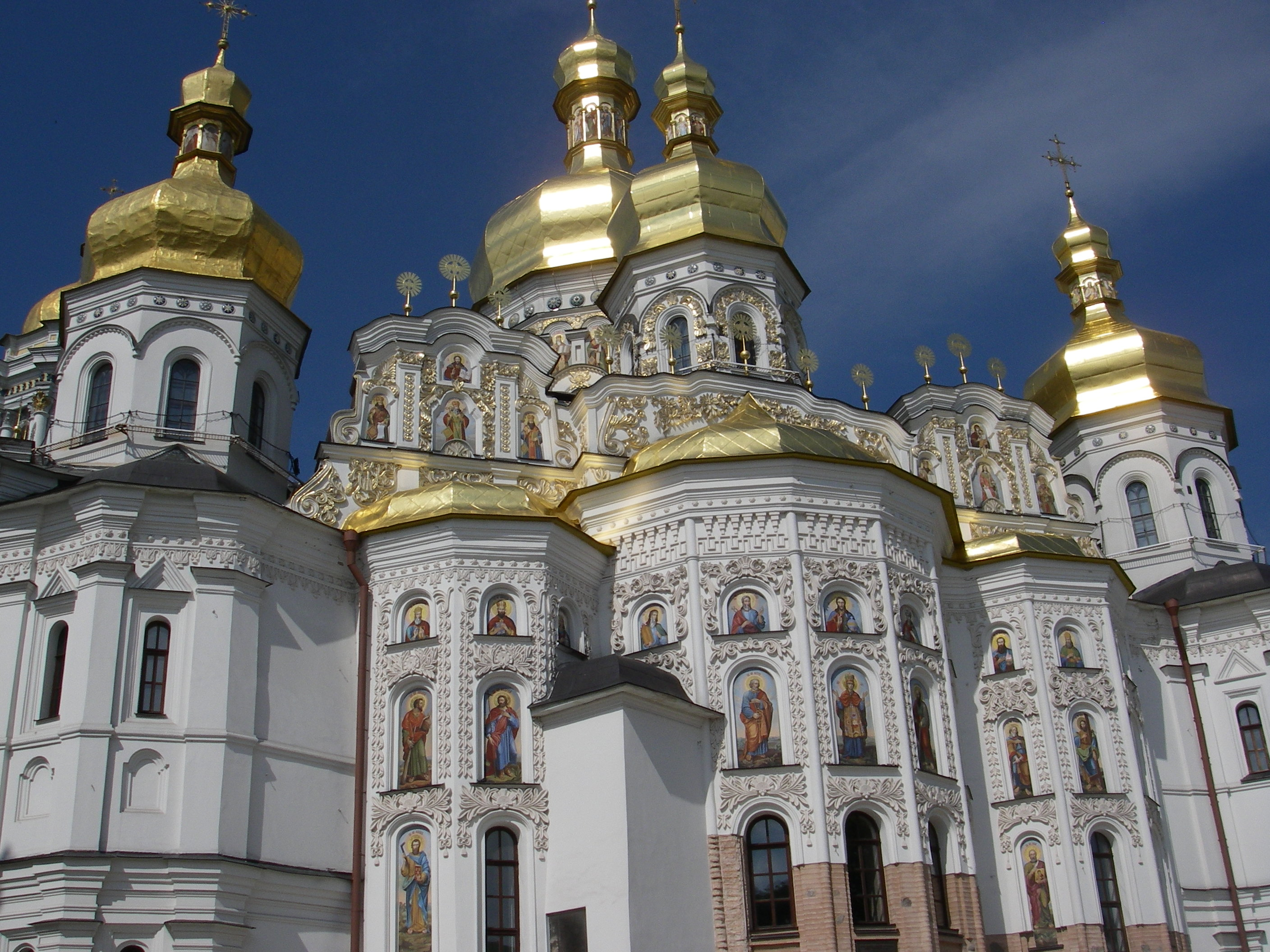
La Laure des Grottes de Kiev
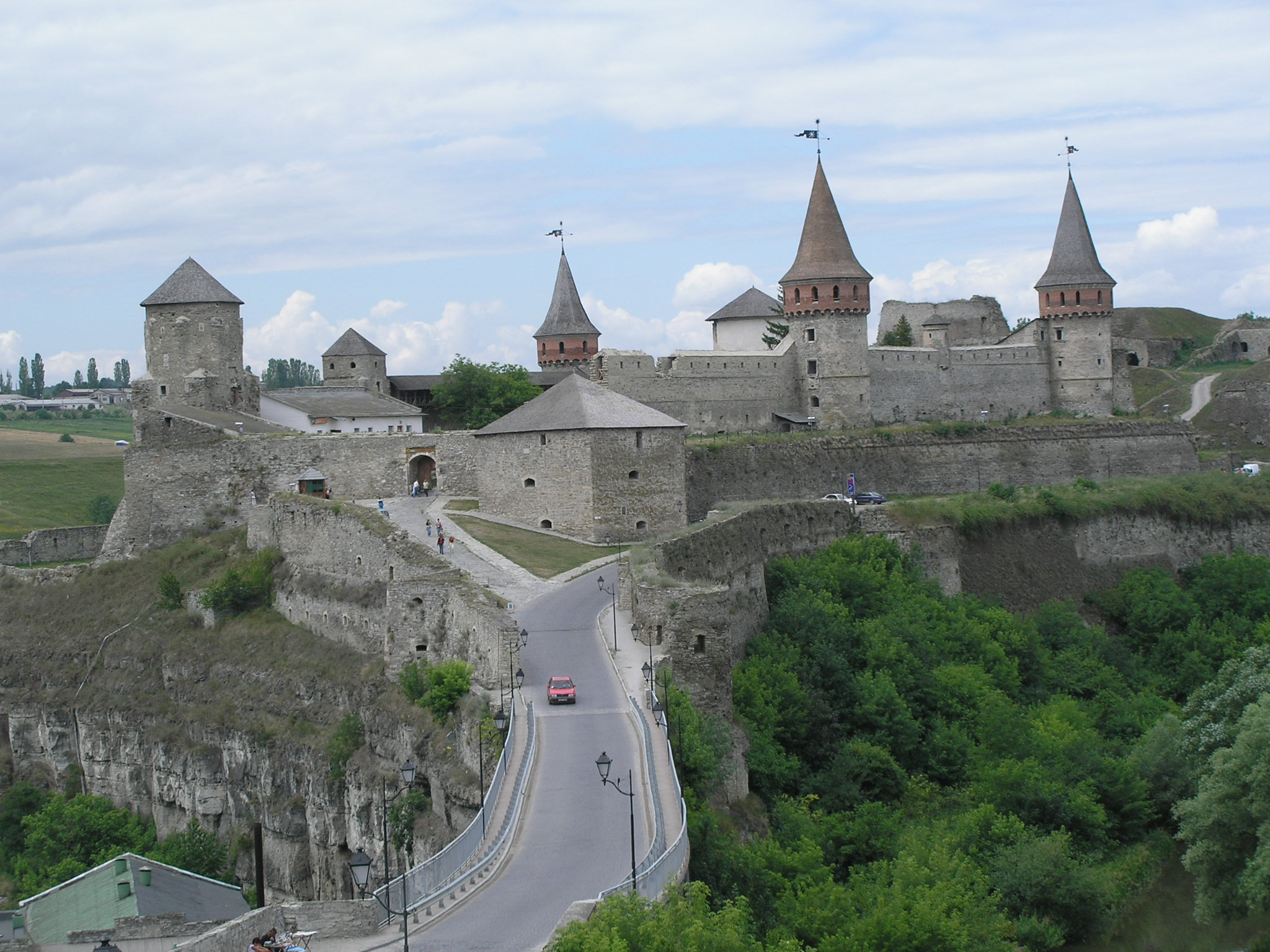
La Forteresse de Kamianets
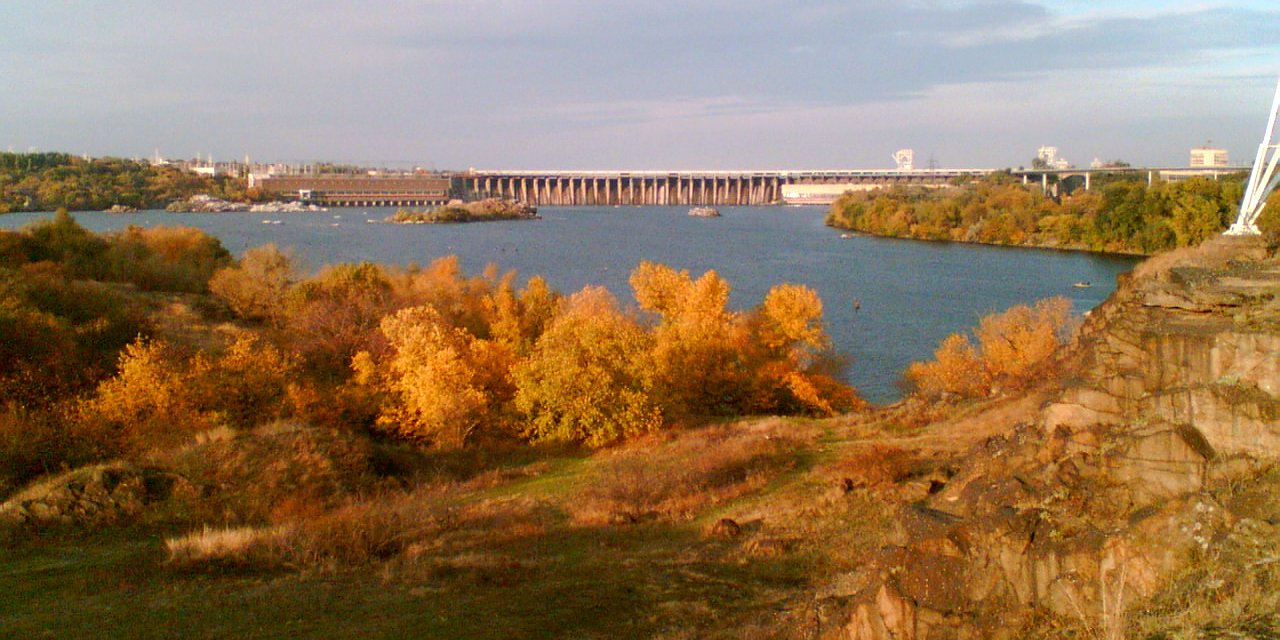
Vue de Khortytsia, avec le barrage hydroélectrique en fond
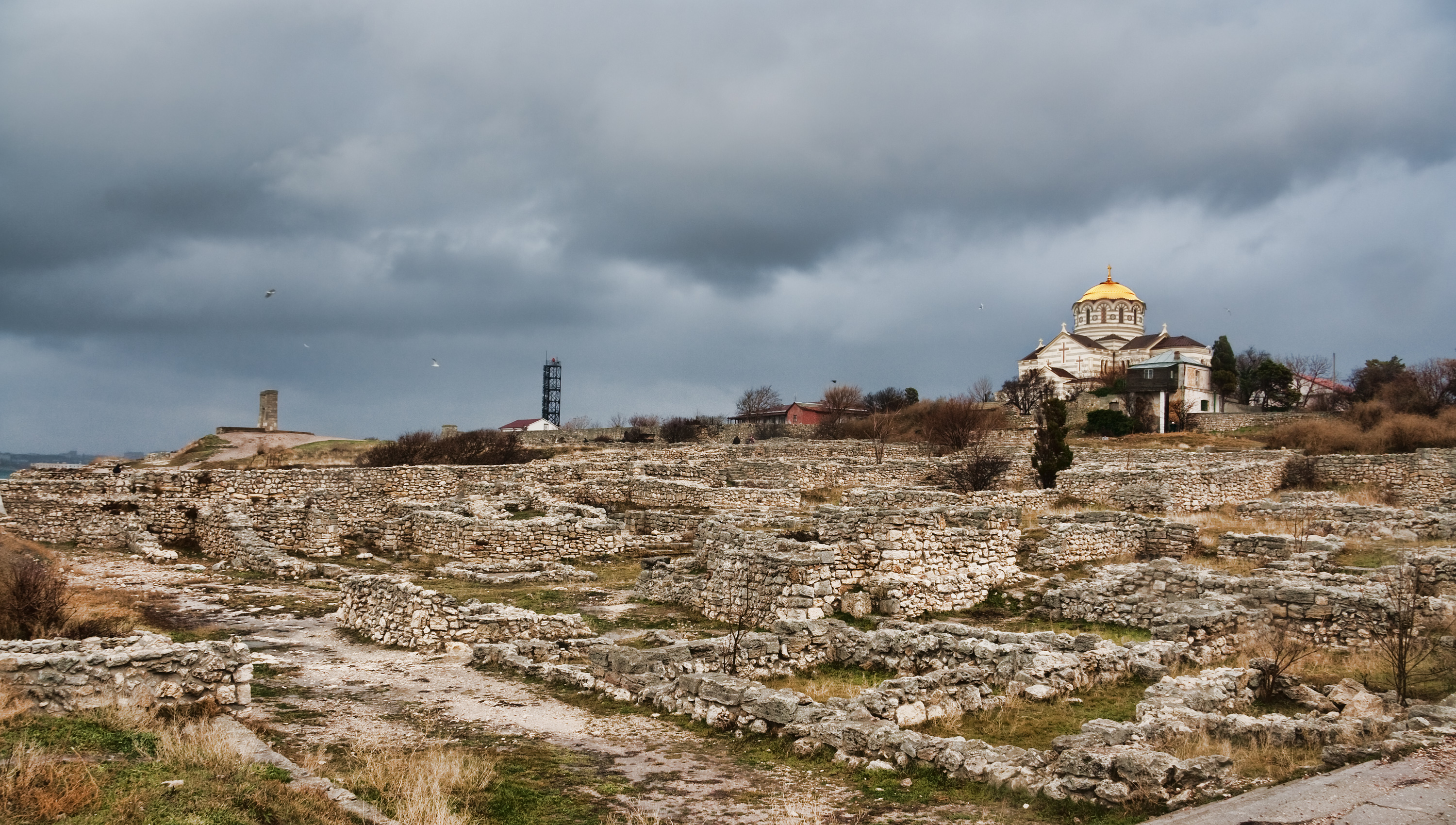
Les ruines de Chersonèse
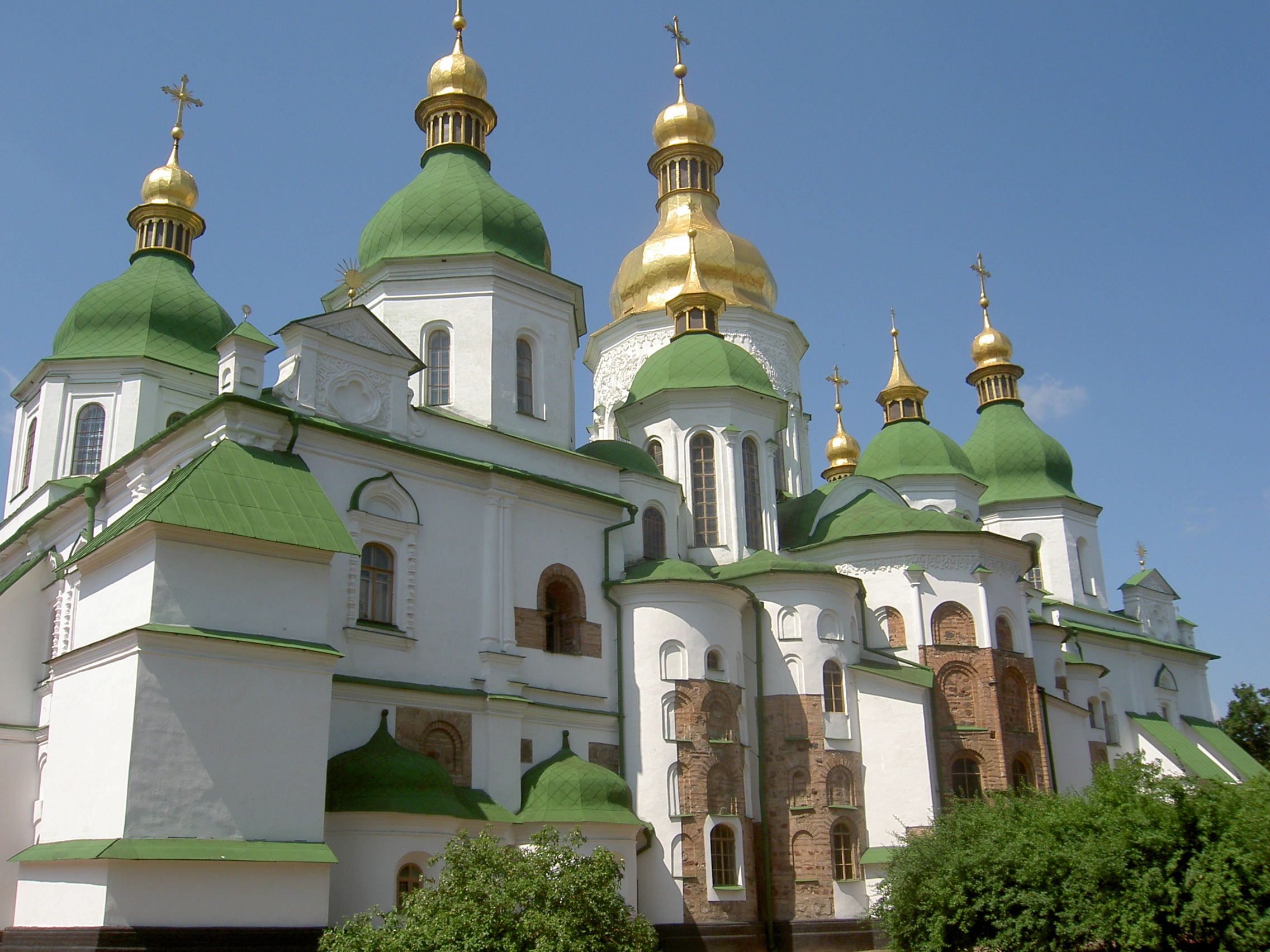
La cathédrale Sainte-Sophie de Kiev
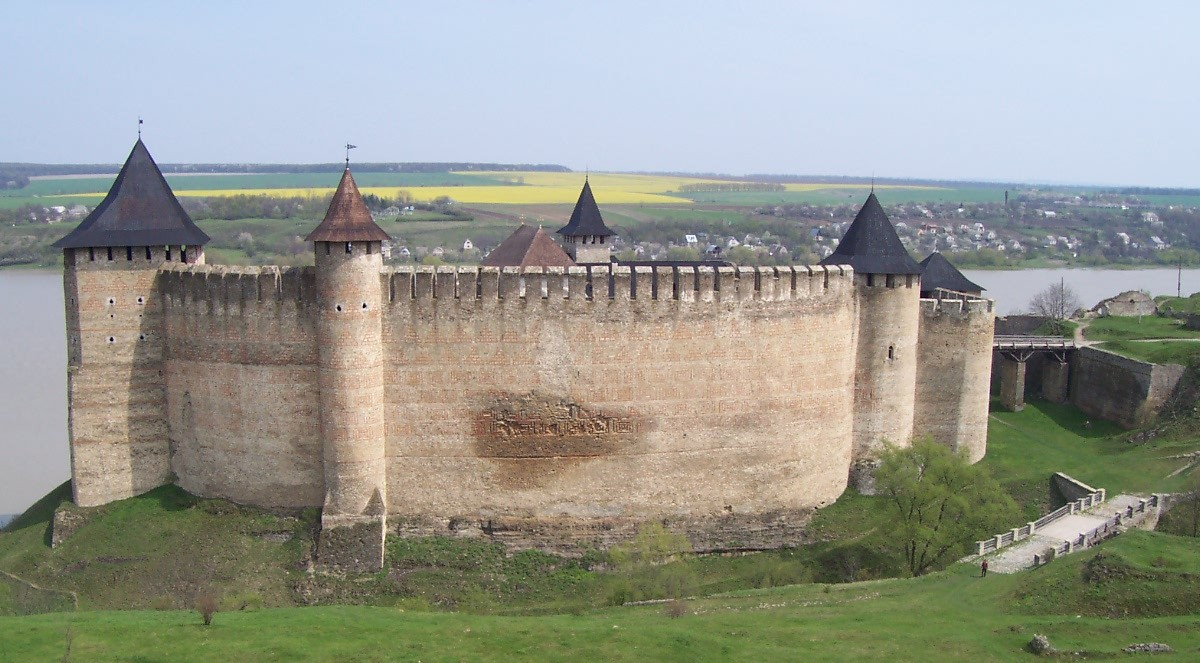
La forteresse de Khotin

## Déclinaisons

### Sept châteaux et palais
Cent trente huit sites possibles ont été sélectionnés pour un résultat présenté le 1er décembre 2011.
- Château de Loutsk ;
- Forteresse de Kamianets ;
- Forteresse d'Akkerman ;
- Forteresse de Khotin ;
- Kachanovka ;
- Bâtiments des métropolites de Tchernivtsi ;
- Palais Vorontsov d'Aloupka.

### Sept merveilles naturelles d'Ukraine
Une autre liste de « sept merveilles naturelles d'Ukraine » a été définie par le ministère ukrainien de la culture et a donné lieu à l'émission d'une série de timbres-poste (2011). Voire : Sept merveilles naturelles d'Ukraine (en).

## Sources
- (uk)/(en) Cet article est partiellement ou en totalité issu des articles intitulés en ukrainien « Сім чудес України » (voir la liste des auteurs) et en anglais « Seven Wonders of Ukraine » (voir la liste des auteurs).